# Storlondon
Storlondon (engelska: Greater London) är regionkommunen för staden London, Storbritannien, och dess förorter. Regionkommunen styrs av Greater London Authority, som består av den direktvalda Londons borgmästare samt fullmäktigeförsamlingen London Assembly med 25 ledamöter. Greater London Authority ansvarar bland annat för kollektvtrafik, polisen, ekonomisk utveckling samt brand- och beredskapsplanering.
Storlondon är indelat i 32 kommuner, London boroughs, som var och en styrs av en London Borough Council samt City of London, som har ett unikt styre med anor från 1200-talet. Stadens 32 borough utgör tillsammans ett av Englands ceremoniella grevskap, även det benämnt Storlondon (Greater London). City of London utgör ett eget ceremoniellt grevskap.
Storlondon är även en av Englands nio regioner.

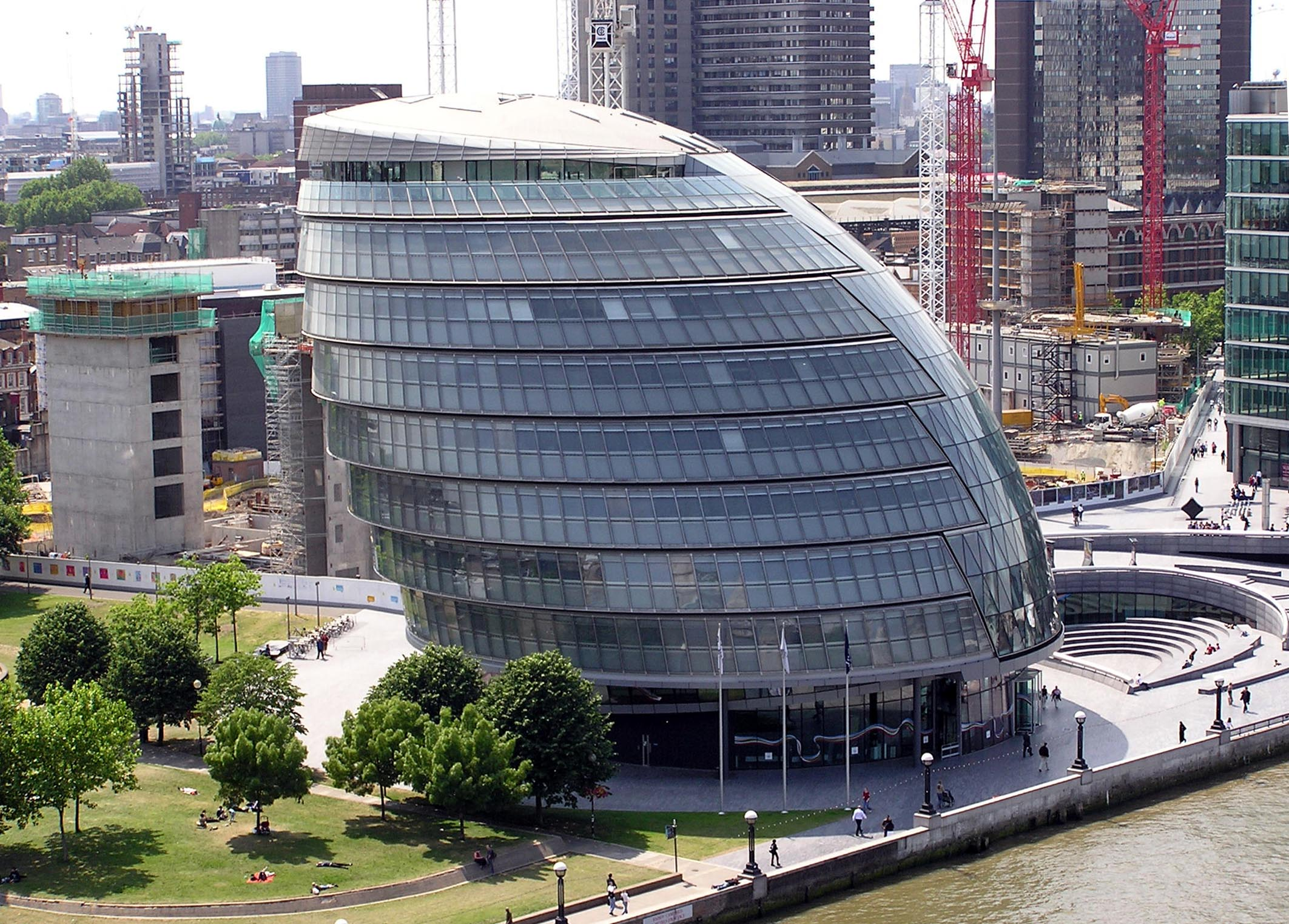
City Hall – Storlondons förvaltningsbyggnad.